# Phanerotoma leeuwinensis
Phanerotoma leeuwinensis är en stekelart som beskrevs av Turner 1917. Phanerotoma leeuwinensis ingår i släktet Phanerotoma och familjen bracksteklar. Inga underarter finns listade i Catalogue of Life.